# Heterocerus tristis
Heterocerus tristis là một loài bọ cánh cứng trong họ Heteroceridae. Loài này được Mannerheim miêu tả khoa học đầu tiên năm 1853.